# Candy Coated Fury
Candy Coated Fury è l'ottavo album in studio del gruppo musicale statunitense Reel Big Fish, pubblicato nel 2012.

## Tracce
Testi e musiche di Aaron Barrett, eccetto dove indicato.
1. Everyone Else Is an Asshole – 4:11
2. Punisher – 4:00
3. She's Not the End of the World – 3:42
4. Don't Let Me Down Gently – 2:25 (Martin Gilks, Miles Hunt, Rob Jones, Malcolm Treece)
5. I Know You Too Well to Like You Anymore – 4:25
6. Hiding in My Headphones – 4:47 (Barrett, Paul Barnes, Coolie Ranx)
7. I Dare You to Break My Heart – 5:15 (Barrett, Ryland Steen)
8. Your Girlfriend Sucks – 3:30
9. Don't Stop Skankin' – 3:59
10. Famous Last Words – 3:50
11. Lost Cause – 4:20
12. I Love/You Suck – 3:13
13. P.S. I Hate You – 4:05 (Barrett, John Christianson)
14. The Promise – 3:14 (Clive Farrington, Andrew Mann, Michael Floreale)